# Азовське козацьке військо
Азо́вське ві́йсько — військове формування, утворене російським урядом 1828 року з частини українських козаків Задунайської Січі, що вернулися з османських володінь за ініціативою та на чолі отамана  Йосипа Гладкого, який очолював військо до 1853 року. Як іррегулярне козацьке формування Російської імперії створено указом від 27 травня 1831 року.

## Історія

### Передумови виникнення
Перед російсько-турецькою війною 1828—1829 років 1500 козаків поселено на узбережжі Азовського моря і з них сформовано Окреме Запорозьке військо. З початком російсько-турецької війни Окреме Запорозьке військо приєднано до російської армії, у складі якої воно брало участь у бойових діях як Дунайський козацький полк.
Кошовий отаман — Йосип Гладкий

### Перші поселення до Росії

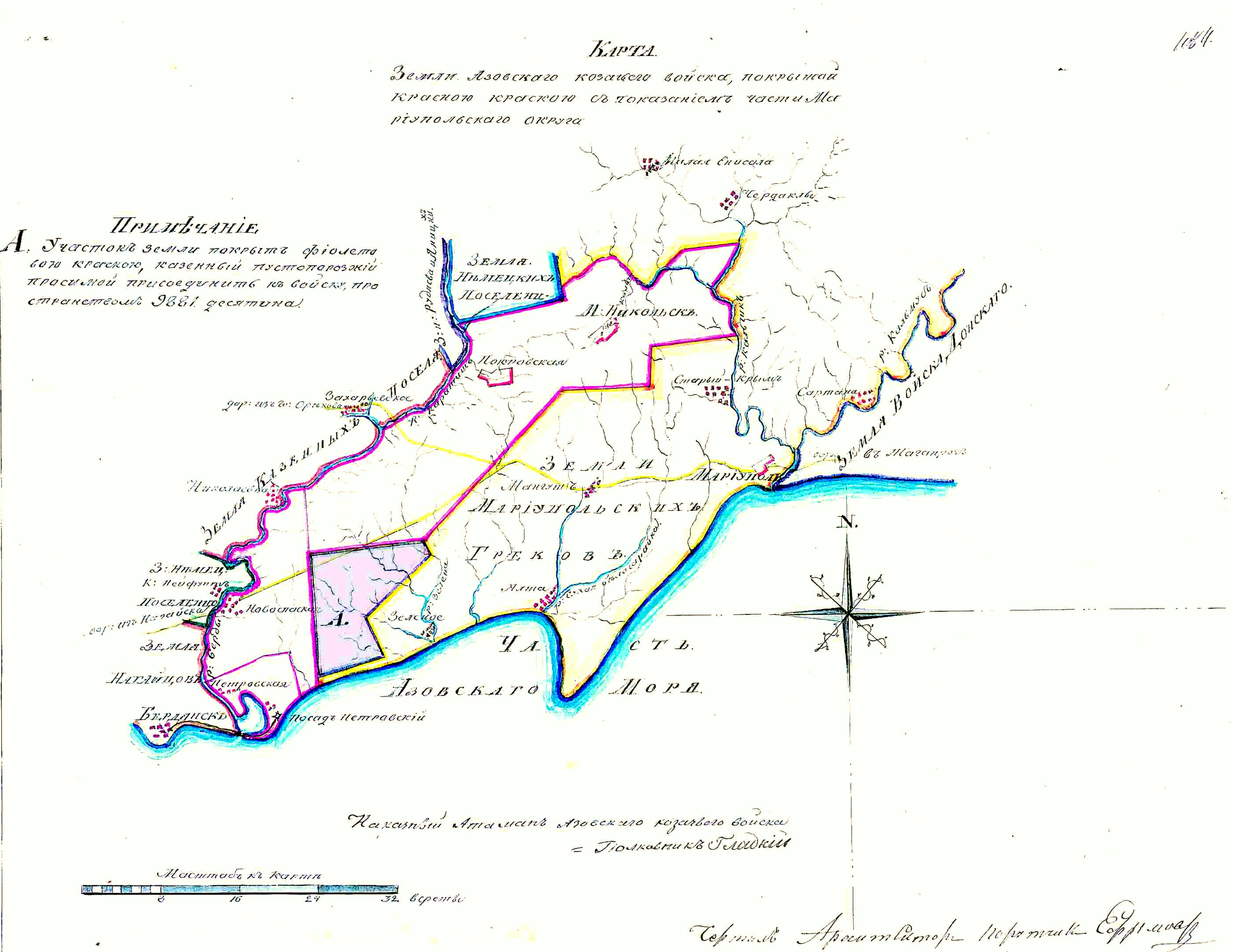

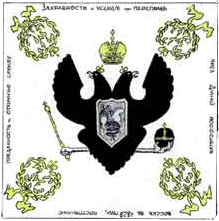
Прапор, пожалуваний Азовському козацькому війську 1 червня 1844 року

1831 року українських козаків імператорським указом поселено між річками Бердою, Кальчиком і Азовським морем у Катеринославській губернії (між сучасними Бердянськом і Маріуполем) і засновано дві станиці — Микільську і Покровську. Згодом до війська прилучено Петрівський Посад і село Новоспасівська. Їм виділено 74 тисячі десятин землі. Відтоді за цим військовим формуванням закріпилася назва Азовське козацьке військо.

### Економіка
Азовські козаки жили станицями, займалися землеробством, рибальством, скотарством, бджільництвом. Борошномельний та цегельний промисли відігравали допоміжну роль у господарстві козаків. З 1836 року азовцям дозволено торгувати і займатися промислами нарівні з купецтвом із записом в уставні торгові розряди з отриманням узаконених свідоцтв і сплатою відповідних податків. Так оформилося Торгове товариство азовських козаків. Основним продуктом продажу та експорту була сільськогосподарська продукція, переважно пшениця. Азовські козаки показали свою економічну життєздатність.

### Військова служба
У мирний час команди азовських козаків на баркасах відбували берегову службу вздовж східних берегів Азовського та Чорного морів — від Керченської протоки до міста Поті, для чого 1837 року з нього сформували Азовську козацьку флотилію. Під час війни військо було зобов'язане виставляти морський батальйон для охорони та оборони узбережжя, піший козацький напівбатальйон і флотилію малих морських човнів для крейсирування вздовж узбережжя.

### Управління та підпорядкування
Як елемент загальноімперської військово-адміністративної системи Азовське іррегулярне формування підлягало Сенату на чолі з імператором і Військовому міністерству. Внутрішнє самоврядування виконували наказний отаман і військова канцелярія, центр якого містився в станиці Петровській, а згодом — у Маріуполі. У військових і цивільних справах козаки були підпорядковані генерал-губернаторові Новоросії.

### Останні роки існування
З 1850-х років азовців почали примусово переселяти на Кубань. Невдоволені цими діями імператорського уряду козаки підняли повстання, яке російські війська жорстоко придушили. На підставі указу від 11 (23) жовтня 1864 року Азовське козацьке військо скасовано, а козаків переведено в селянський стан.
На момент скасування Азовське козацьке військо мало 1699 кам'яних і 4 дерев'яних будинки, 2 церкви, 2 інструментальні заводи, 49 млинів та вітряків, 2 рибні заводи, 15144 голів домашніх тварин і значну суму грошей.
Клейноди, зброю, флотилію передано Кубанському козацькому війську.

## Наказні отамани
- генерал-майор Йосип Гладкий (1832-1851)
- генерал-майор Яків Кухаренко (1851-1852)
- генерал-майор Сисой Косолап (1852-1856)
- генерал-лейтенант Костянтин Решетілов (1856-1865)